# Takahiro Shin’yo

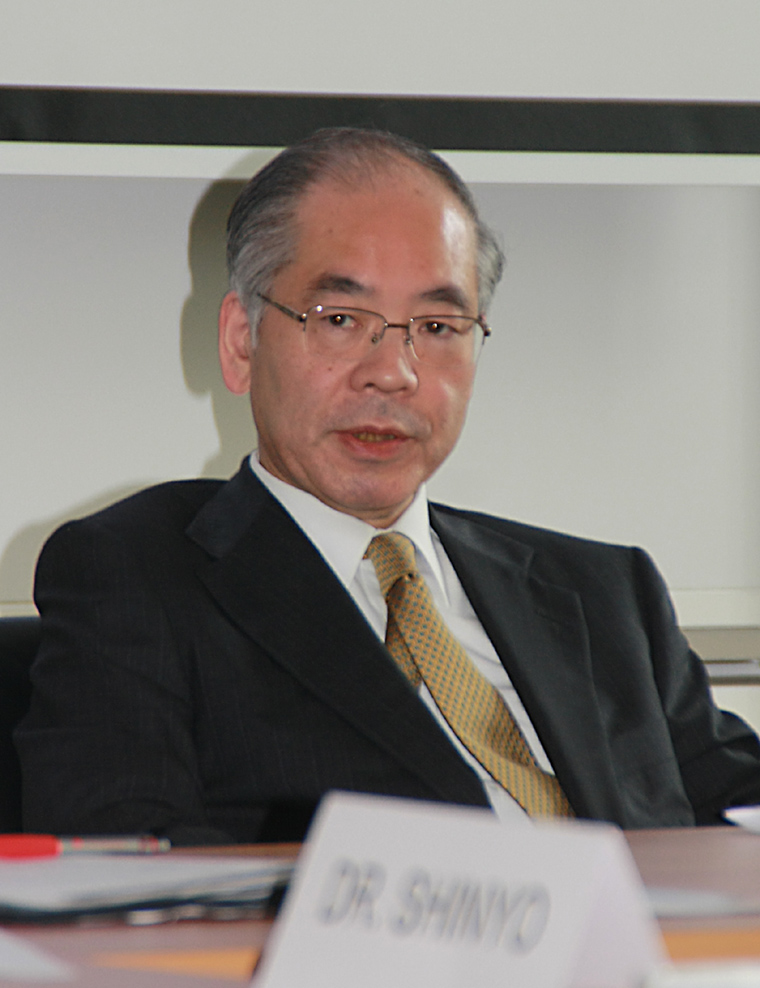
Takahiro Shin’yo (2011)

Takahiro Shin’yo (jap. 神余 隆博, Shin’yo Takahiro; * 11. Januar 1950 in der Präfektur Kagawa) ist ein japanischer Diplomat. Von 2008 bis 2011 war er außerordentlicher und bevollmächtigter Botschafter von Japan in der Bundesrepublik Deutschland.

## Biografie
Shin’yo bestand 1971 in Japan eine Aufnahmeprüfung für den höheren Auswärtigen Dienst. Er schloss 1972 ein Studium der Rechtswissenschaften an der Universität Osaka ab. Zeitgleich trat er in das Außenministerium Japans ein. 1973 immatrikulierte er sich an der Georg-August-Universität Göttingen und studierte zwei Jahre Internationales Recht (Völkerrecht). Zudem hat er promoviert. 1975 stieg er zum dritten bzw. zweiten Botschaftssekretär der Japanischen Botschaft in der Schweiz auf. 1984 wurde er erster Botschaftssekretär der Japanischen Botschaft in China. Im Jahre 1987 agierte er als Botschaftsrat (sanjikan) der japanischen Botschaft in Deutschland. Zurück in Japan wurde Shin’yo 1989 zum Leiter des Abrüstungsreferats der Abteilung Vereinte Nationen im Außenministerium ernannt. Dort übernahm er auch 1991 die Leitung des Referats VN-Politik. Ab 1996 kehrte Shin’yo als Gesandter (kōshi) nach Deutschland zurück. 1999 übernahm er die stellvertretende Leitung der Abteilung Europäische und Ozeanische Angelegenheiten im japanischen Außenministerium. 2002 wurde er Generalkonsul von Japan in Düsseldorf. 2005 hatte er die Leitung der Abteilung Globale Angelegenheiten inne. Im Jahre 2006 wurde Shin’yo außerordentlicher und bevollmächtigter Botschafter bei der Ständigen Vertretung von Japan bei den Vereinten Nationen. Von 2008 bis 2011 war er außerordentlicher und bevollmächtigter Botschafter von Japan in der Bundesrepublik Deutschland.
Neben seiner diplomatischen Tätigkeit fungiert er seit 1993/94 jeweils als Professor an der Fakultät für Rechtswissenschaften sowie der Ōsaka School of International Public Policy der Universität Osaka. Weiterhin lehrte er mehrere Jahre als Professor an der Ritsumeikan-Universität in Kyōto.
Shin’yo ist Ehrenpräsident der Deutsch-Japanischen Gesellschaft in Berlin. Er ist verheiratet und spricht Japanisch, Englisch und Deutsch.

## Schriften
- 1994: Atarashii Kokusai Chitsujo wo Motomete (Auf der Suche nach einer neuen Weltordnung) als Ko-Autor
- 1995: Shin Kokuren Ron (Neue UN-Theorie)
- 1995: Kokusai Heiwa Kyoryoku Nyumon (Einleitung zu der internationalen Friedens Kooperation) als Bearbeiter
- 1996: Yobou Gaikou (Präventive Diplomatie) als Ko-Autor
- 2005: Kokusai Kiki to Nihongaikou (Internationale Krisen und japanische Diplomatie)